# Nemesia amicitia
Espèce
Nemesia amicitia est une espèce d'araignées mygalomorphes de la famille des Nemesiidae.

## Distribution
Cette espèce est endémique d'Andalousie en Espagne,. Elle se rencontre vers Los Barrios et Algésiras.

## Description
Le mâle holotype mesure 11,32 mm, les mâles mesurent de 8,83 à 11,32 mm et les femelles de 10,93 à 17,61 mm

## Systématique et taxinomie
Cette espèce a été décrite par Pertegal et Molero-Baltanás en 2022.

## Publication originale
- Pertegal & Molero-Baltanás, 2022 : « Description of a new trapdoor spider species, Nemesia amicitia spec. nov., from southern Spain, and new information on Nemesia uncinata (Araneae: Mygalomorphae: Nemesiidae). » Arachnologische Mitteilungen, vol. 64, p. 1-13.